# 左右山谷川
左右山谷川（そうやまだにがわ）は、徳島県名西郡神山町を流れる吉野川水系の河川である。

## 地理
名西郡神山町（旧下分上山村）の水源から神山町内を経て吉野川の主要河川である鮎喰川上流に合流する。左右山谷川水域にはくりぬきの滝（落差約6m）がかかる。河川ではゲンジボタルの幼虫を放流しており、毎年多くのゲンジボタルを観測している。

## 名所
- くりぬきの滝
- 左右山

## 流域の自治体
徳島県
名西郡神山町